# Mi Corazón es Tuyo
Mi corazón es tuyo és una telenovela mexicana produïda per Juan Osorio per a Televisa. La telenovela és una adaptació de la sèrie de televisió espanyola Ana y los 7. Va ser adaptada a Mèxic per Alejandro Pohlenz, Marcia del Río i Pablo Ferrer.
Silvia Navarro i Jorge Salinas són els protagonistes, mentre que Mayrín Villanueva, Lisardo, Carmen Salinas i Raúl Buenfil són els antagonistes principals i Fabiola Campomanes és la coprotagonista. Acompanyats de René Casados, Adrián Uribe, Pablo Montero, Paulina Goto i Norma Herrera.

## Repartiment
- Silvia Navarro com Ana Leal
- Jorge Salinas com Fernando Lascuráin
- Mayrín Villanueva com Isabela Vázquez de Castro
- Adrián Uribe com Juan «Johnny» Gutiérrez Pérez
- René Casados com Bruno Romero
- Carmen Salinas com Yolanda Velasco
- Rafael Inclán com Nicolás Lascuráin
- Paulina Goto com Estefanía «Fanny» Lascuráin Diez
- Pablo Montero com Diego Lascuráin Borbolla
- Norma Herrera com Soledad Fuentes
- Fabiola Campomanes com Jennifer «Jenny» Rodríguez
- Beatriz Morayra com Manuela Limón de Romero
- Juan Pablo Gil com León González Contreras
- Polo Morín com Fernando «Nando» Lascuráin Díez
- Emilio Osorio com Sebastián Lascuráin Díez
- Isidora Vives com Alicia Lascuráin Díez
- José Manuel Alanis com Guillermo «Guille» Lascuráin Díez
- José Pablo Alanis com Alejandro «Alex» Lascuráin Díez
- Isabella Tena com Luz Lascuráin Díez
- María José Mariscal com Sarai Del Paso
- Karla Gómez com Estefanía Díez de Lascuráin
- Daniela Cordero com Ximena Olavarrieta
- Mara Deloya com Ramona
- Karla Farfán com Laura
- Raúl Buenfil com Doroteo Martínez
- Margarita Vega com Natalia Medel
- Lisardo com Enrique Basurto
- Cecilia Galliano com Linda Riquelme Puente
- Alejandra Jurado com Margarita Contreras
- Jorge Aravena com Ángel Altamirano
- Luz Elena González com Magdalena «Magda»
- Elba Jiménez com Edna
- Roberto Romano com Gustavo Sánchez
- Olivia Collins com Paulina de Olavarrieta
- Victoria Camacho com Tamara Sáenz de González
- Bea Ranero com Edith Blanco
- Jaime de Lara com Vladimir «Lenin»
- Yhoana Marell com Reina
- Omar Yubeili com Pablo
- Sergio DeFassio com Rómulo
- Lupita Lara com Rubí
- Tony Balardi com Radamés
- Diego Escalona com Mauricio González Sáenz
- Giuseppe Gamba com Zeus Jiménez
- Miranda Kay com Briana
- María José Mariscal com Saraí
- Alejandro de la Torre com Andrés
- Lalo Palacios com Jaime Morales
- Abraham Batarse com Vicente «Chente»
- Paola Archer com Beatriz «Betty» de la Torre
- Georgina Holguín com Esperanza
- Daniela Goyri com Dana
- Bárbara Falconi com Bárbara
- Alida Torres com Alida
- Karla Falcón com Ángeles
- Lily Garza com Señorita Rojas (Institutríz)
- Michelle Rodríguez com Falsa Ana Leal

### Participacions Especials
- Ale Müller
- Axel
- Daniela Romo
- Kaay
- Laura Bozzo
- Mauricio Clark
- Pandora

## Banda Sonora
| Número | Títol                            | Escritor/s                     | Duració |
| ------ | -------------------------------- | ------------------------------ | ------- |
| 1.     | «Mi corazón es tuyo»             | Axel i Kaay                    | 3:17    |
| 2.     | «Llévame despacio»               | Paulina Goto                   | 4:25    |
| 3.     | «Todo tuyo»                      | Banda El Recodo                |         |
| 4.     | «Volveremos a ser»               | Los niños                      |         |
| 5.     | «Te tengo y no»                  | Pablo Montero                  | 2:06    |
| 6.     | «Máquina del tiempo»             | Abraham Batarse                | 4:10    |
| 7.     | «De cabeza»                      | Poncho & Valeria               | 3:23    |
| 8.     | «Shalala»                        | La Klave                       | 3:31    |
| 9.     | «Todos en la cocina»             | Silvia Navarro y los niños     |         |
| 10.    | «Yo voy contigo»                 | Brisa Carrillo / Norma Herrera | 2:07    |
| 11.    | «Nunca dije»                     | Kaay                           | 3:02    |
| 12.    | «Piensa un poco en mí»           | Gommah                         | 3:48    |
| 13.    | «Quiero amanecer con alguien»    | Daniela Romo                   | 4:04    |
| 14.    | «Junto a mí (La señorita Sarái)» | Emilio Osorio                  | 2:23    |

## Teatre
El productor de teatre Alejandro Gou va estar interessat a portar aquesta història al teatre, i una vegada va finalitzar la telenovl·la per televisió oberta. Doncs el conjunt i l'equip del productor de la novela de Juan Osorio es produeix l'obra de teatre fent un debut a provincia i es presenta al Districte Federal al Centre Cultural Teatre 1 davant de més de 2.000 persones.

## DVD
Al finalitzar la telenovela, el Grup Televisa va treure a la venta tota la telenovel·la de Mi Corazón es Tuyo en DVD, i a més a més altres telenovel·les de Televisa.

## Premis i Nominacions

### TV Adicte Golden Awards
| Any  | Categoria                                        | Nominats             | Resultat   |
| ---- | ------------------------------------------------ | -------------------- | ---------- |
| 2014 | Millor Crèdits d'Entrada                         | Juan Osorio          | Guanyador  |
| 2014 | Millor Cançó                                     | José Eduardo Murguía | Guanyador  |
| 2014 | Millor Actriu en un personatge còmic-entranyable | Carmen Salinas       | Guanyadora |
| 2014 | Millor Actor en un personatge còmic-entranyable  | René Casados         | Guanyador  |
| 2014 | Millor Actuació Infantil Masculina               | Emilio Osorio        | Guanyador  |
| 2014 | Millor Actuació Infantil Femenina                | Isidora Vives        | Guanyadora |
| 2014 | Millor Actuació Juvenil                          | Paulina Goto         | Guanyadora |
| 2014 | Millor Llançament Juvenil Masculí                | Polo Morín           | Guanyador  |
| 2014 | Millor Repart                                    | Juan Osorio          | Guanyador  |
| 2014 | Millor Producció                                 | Juan Osorio          | Guanyador  |
| 2014 | Millor Telenovel·la de Cort Popular              | Juan Osorio          | Guanyador  |
| 2014 | Millor Telenovel·la de Televisa                  | Juan Osorio          | Guanyador  |

### Premis People en Español 2014
| Categoria              | Nominat/da     | Resultat   |
| ---------------------- | -------------- | ---------- |
| Millor Actriu de l'Any | Silvia Navarro | Guanyadora |

### Premis TVyNovelas 2015
| Categoria                | Nominat/da                                       | Resultat   |
| ------------------------ | ------------------------------------------------ | ---------- |
| Millor Telenvol·la       | Juan Osorio                                      | Guanyador  |
| Millor Tema Musical      | Axel i Kaay                                      | Guanyadors |
| Millor Actor Protagònic  | Jorge Salinas                                    | Nominats   |
| Millor Actriu Antagònica | Mayrín Villanueva                                | Nominada   |
| Millor Primer Actor      | René Casados                                     | Nominat    |
| Millor Actriu Juvenil    | Paulina Goto                                     | Guanyadora |
| Millor Actor Juvenil     | Juan Pablo Gil                                   | Nominats   |
| Millor Guió i Adaptació  | Marcia del Río, Alejandro Pohlenz i Pablo Ferrer | Nominats   |
| Millor Direcció d'Escena | Jorge Fons, Aurelio Ávila i Lili Garza           | Nominats   |
| Millor Repart            | Juan Osorio                                      | Nominats   |
| Millor Multiplataforma   | Mi corazón es tuyo                               | Guanyadora |

### Premis Juventud 2015
| Categoria                     | Nominat/da     | Resultat   |
| ----------------------------- | -------------- | ---------- |
| El meu Protagonista Favorito  | Jorge Salinas  | Guanyador  |
| La meva Protagonista Favorita | Silvia Navarro | Guanyadora |
| La meva Protagonista Favorita | Paulina Goto   | Nominada   |

### Premis Kids' Choice Awards
| Any  | Categoria                  | Nominat/da         | Resultat   |
| ---- | -------------------------- | ------------------ | ---------- |
| 2015 | Millor Actriu Preferida    | Paulina Goto       | Guanyadora |
| 2015 | Millor Actor Preferit      | Polo Morín         | Guanyador  |
| 2015 | Millor Sèrie o Programa    | Mi corazón es tuyo | Nominat    |
| 2015 | Millor Revelació Preferida | Emilio Osorio      | Nominat    |
| 2015 | Millor Revelació Preferida | Juan Pablo Gil     | Nominat    |

### Premis Bravo
| Categoría                             | Nominat/da          | Resultat   |
| ------------------------------------- | ------------------- | ---------- |
| Millor Actor Infantil                 | Emilio Osorio       | Guanyador  |
| Millor Actriu Infantil                | María José Mariscal | Guanyadora |
| Millor Revelació Juvenil de Televisió | Isadora Vives       | Guanyadora |

### Premis ASCAP 2016
| Categoria | Nominat                                                                  | Resultat  |
| --------- | ------------------------------------------------------------------------ | --------- |
| Televisió | Jorge Eduardo Murguía "Mi Corazón es Tuyo" interpretada per: Axel y Kaay | Guanyador |